# 石田英之
石田 英之（いしだ ひでゆき、1982年4月15日 - ）は、京都府長岡京市出身の元サッカー選手、サッカー指導者。ポジションはFW。

## 来歴
立命館大学では2004年の全日本大学サッカー選手権にFWとして出場し準優勝。卒業後、JFL所属の佐川印刷SCに加入。北陸電力サッカー部アローズ北陸に移籍してから得点力を発揮し、2007年は17ゴールを決め得点ランキング4位、カターレ富山に加入した2008年は12ゴールを決めJ昇格に貢献。Jリーグに舞台を移した2009年、攻撃力に課題が残るチーム状態の中で、チーム最多となる9ゴールを決めた。2010年、シーズン終了をもって戦力外通告により富山を退団。
2011年よりJFLのカマタマーレ讃岐に加入。2013年シーズン終了後、契約満了により退団。2014年2月1日、現役引退して讃岐のアカデミーコーチに就任した。
一度ゴールを決めると2点3点立て続けにゴールすることが少なくなく、2007年にはハットトリックを2回、JFL通算では4回達成している（うち1回は1試合5点のJFL記録となっている）。
2016年度A級コーチジェネラル取得。
カマタマーレ讃岐U-18の監督を務めていたが、2021年に京都サンガF.C.U-15のコーチに就任した。

## 所属クラブ
- 長岡京サッカースポーツ少年団
- 長岡京市立長岡第四中学校
- 向陽高校
- 立命館大学
- 2005年 - 2006年 佐川印刷SC
- 2007年 北陸電力サッカー部アローズ北陸
- 2008年 - 2010年 カターレ富山
- 2011年 - 2013年 カマタマーレ讃岐

## 個人成績
| 国内大会個人成績 | 国内大会個人成績 | 国内大会個人成績 | 国内大会個人成績 | 国内大会個人成績 | 国内大会個人成績 | 国内大会個人成績 | 国内大会個人成績 | 国内大会個人成績 | 国内大会個人成績 | 国内大会個人成績 | 国内大会個人成績 |
| 年度             | クラブ           | 背番号           | リーグ           | リーグ戦         | リーグ戦         | リーグ杯         | リーグ杯         | オープン杯       | オープン杯       | 期間通算         | 期間通算         |
| 年度             | クラブ           | 背番号           | リーグ           | 出場             | 得点             | 出場             | 得点             | 出場             | 得点             | 出場             | 得点             |
| 日本             | 日本             | 日本             | 日本             | リーグ戦         | リーグ戦         | リーグ杯         | リーグ杯         | 天皇杯           | 天皇杯           | 期間通算         | 期間通算         |
| ---------------- | ---------------- | ---------------- | ---------------- | ---------------- | ---------------- | ---------------- | ---------------- | ---------------- | ---------------- | ---------------- | ---------------- |
| 2005             | 佐川印刷         | 24               | JFL              | 18               | 1                | -                | -                | 1                | 0                | 19               | 1                |
| 2006             | 佐川印刷         | 8                | JFL              | 18               | 4                | -                | -                | -                | -                | 18               | 4                |
| 2007             | 北陸             | 15               | JFL              | 33               | 17               | -                | -                | 2                | 0                | 35               | 17               |
| 2008             | 富山             | 15               | JFL              | 27               | 12               | -                | -                | 2                | 1                | 29               | 13               |
| 2009             | 富山             | 15               | J2               | 33               | 9                | -                | -                | 2                | 0                | 35               | 9                |
| 2010             | 富山             | 15               | J2               | 26               | 3                | -                | -                | 1                | 0                | 27               | 3                |
| 2011             | 讃岐             | 9                | JFL              | 28               | 5                | -                | -                | 1                | 1                | 29               | 6                |
| 2012             | 讃岐             | 9                | JFL              | 31               | 13               | -                | -                | 3                | 0                | 34               | 13               |
| 2013             | 讃岐             | 9                | JFL              | 24               | 1                | -                | -                | 2                | 3                | 26               | 4                |
| 通算             | 日本             | 日本             | J2               | 59               | 12               | -                | -                | 3                | 0                | 62               | 12               |
| 通算             | 日本             | 日本             | JFL              | 179              | 53               | -                | -                | 11               | 5                | 190              | 58               |
| 総通算           | 総通算           | 総通算           | 総通算           | 238              | 65               | -                | -                | 14               | 5                | 252              | 70               |

- Jリーグ初出場 - 2009年3月7日 J2 第1節 対アビスパ福岡戦 (レベスタ)
- Jリーグ初得点 - 2009年5月17日 J2 第15節 対ヴァンフォーレ甲府戦 (小瀬)